# Communiqué (album)
Communiqué is het tweede studioalbum van Britse rockband Dire Straits en is wereldwijd uitgebracht op 15 juni 1979 door Vertigo Records en in de VS door Warner Bros. Het album bracht het nummer Lady Writer voort. Dit nummer bereikte plek 45 van de Billboard Hot 100, en nummer 51 in de UK Singles Chart. Het album werd nummer 1 in de albumhitlijst van Duitsland, Nieuw-Zeeland, en Zweden. In thuisland Verenigd Koninkrijk bereikte het album plaats vijf en in de VS belandde het op plaats elf van de nationale hitlijst. In de VS bereikte het album de Gouden Status terwijl in het Verenigd Koninkrijk de Platina Status werd behaald en in Frankrijk zelfs dubbel-platina.

## Achtergrond
Communiqué sloot qua stijl precies aan op die van het vorige album, het titelloze debuutalbum van Dire Straits. Aangezien het slechts een paar maanden later werd uitgegeven kon Communiqué aansluiten op het grote succes van zijn voorganger. Desondanks werd het album door de critici slechter ontvangen. Het bekendste nummer werd Lady Writer, dat deed denken aan de hit van het eerste album, Sultans of Swing. 

## Opnamen
Communiqué werd opgenomen van 28 november tot 12 december 1978 in de Compass Point Studio's in Nassau. Het album is geproduceerd door Barry Beckett en Jerry Wexler, ervaren producers van Muscle Shoals Sound Studio die eerder al samenwerkten met legendarische figuren uit de muziekgeschiedenis als Wilson Pickett, Aretha Franklin, the Staple Singers, The Rolling Stones, Traffic, Elton John, Boz Scaggs, Willie Nelson en Paul Simon.

## Artiesten
- Mark Knopfler - vocalist, (hoofd)slaggitarist
- David Knopfler - slaggitarist
- John Illsley - bassist
- Pick Withers - drummer
- Barry Backe - toetsenist

## Overige meewerkenden
Productie: Barry Beckett, Jerry Wexler
Engineer: Jack Nuber
Mixing: Gregg Hamm
Mastering: Bobby Hata
Mastering Supervisor: Paul Wexler
Remastering: Bob Ludwig
Project Coordinator: Jo Motta
Series Concept: Gregg Geller
Art Direction: Alan Schmidt
Illustraties: Geoff Halpin

## Uitgaven
Communiqué was het eerste album dat in Duitsland binnenkwam op nummer een. Nog bijzonderder was dat het titelloze debuutalbum van Dire Straits nog op de derde positie van de nationale hitlijsten van dat land stond. Het album werd wereldwijd 7 miljoen keer verkocht, waarvan 3,6 miljoen in Europa.
In 1996 werd Communiqué, evenals het overige repertoire van Dire Straits digitaal geremasterd en wereldwijd opnieuw uitgebracht.

## Artwork
De albumhoes is ontworpen door Grant Advertising UK. De hoes won een NME Award voor de albumhoes van het jaar 1979.

## Tracks
| 1.                 | Once Upon a Time in the West    | 5:25 |
| 2.                 | News                            | 4:14 |
| 3.                 | Where Do You Think You're Going | 3:49 |
| 4.                 | Communiqué                      | 5:49 |
| 5.                 | Lady Writer                     | 3:45 |
| 6.                 | Angel of Mercy                  | 4:36 |
| 7.                 | Portobello Belle                | 4:29 |
| 8.                 | Single Handed Sailor            | 4:42 |
| 9.                 | Follow Me Home                  | 5:50 |
| Totale duur: 42:24 |                                 |      |

Mark Knopfler · John Illsley
Guy Fletcher · Alan Clark · David Knopfler · Pick Withers · Hal Lindes · Terry Williams · Jack Sonni